# Rue Léon Mignon (Bruxelles)
Pour les articles homonymes, voir Rue Léon Mignon et Mignon (homonymie).
La rue Léon Mignon (en néerlandais : Léon Mignonstraat) est une rue bruxelloise de la commune de Schaerbeek qui va de la rue Thomas Vinçotte à l'avenue Clays. Il s'agit d'une rue à sens unique, accessible uniquement en direction de la rue Thomas Vinçotte.
La rue porte le nom du sculpteur belge Léon Mignon, né à Liège le 9 avril 1847 et décédé à Schaerbeek le 30 septembre 1898. Il habitait Schaerbeek à la rue des Coteaux 35 puis rue du Progrès 224 tandis que son atelier était situé rue Albert de Latour 30. La dénomination de la rue date de 1899.
Une rue Léon Mignon existe également à Liège.

## Adresses notables
- nos 21/23/27/33 : complexe Léon Mignon (Le Foyer Schaerbeekois)
- no 56 : Winnie & Compagnie, crèche

## Galerie de photos

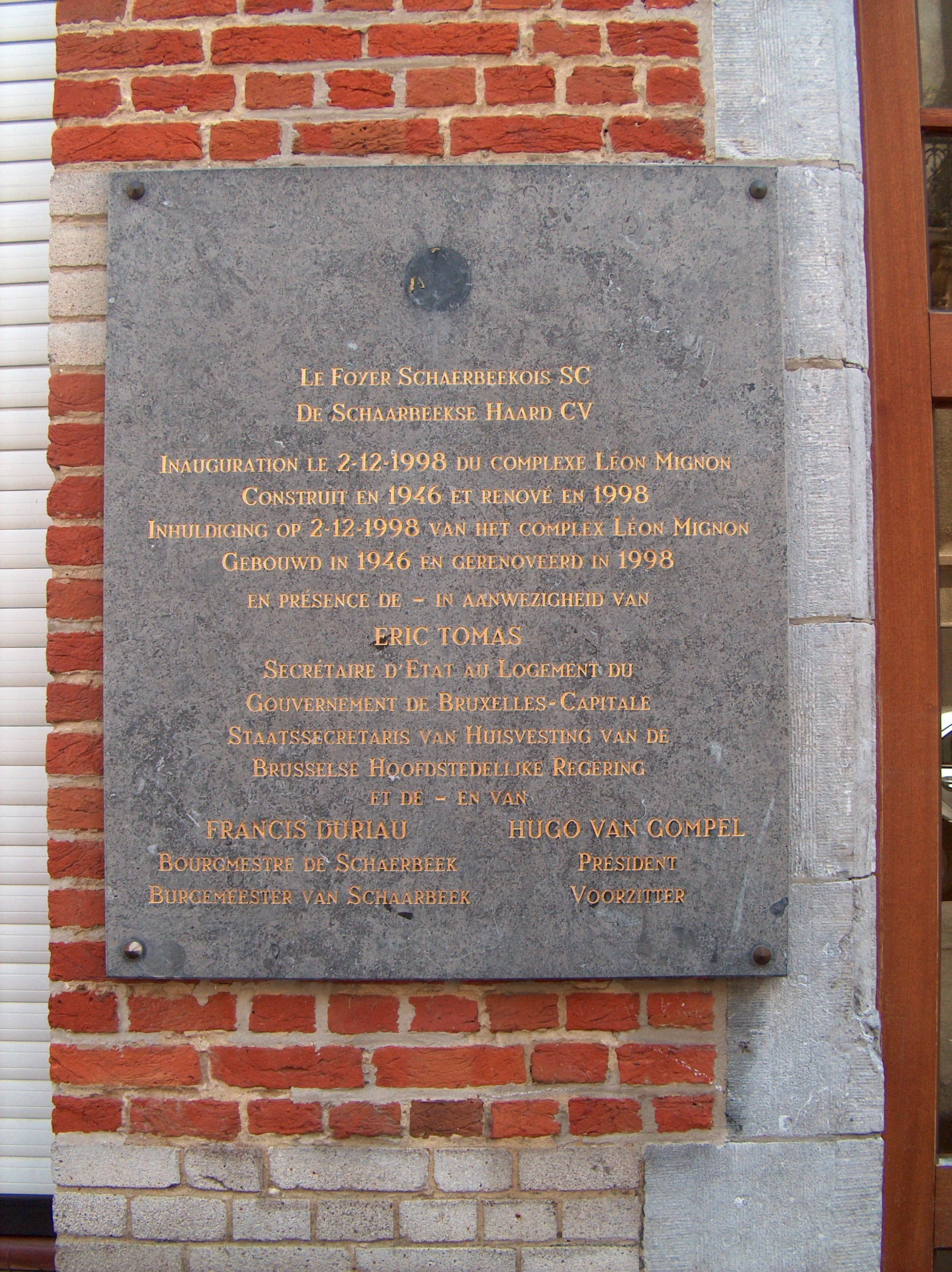
Plaque commémorative